# Tischeria koehleri
Tischeria koehleri is een vlinder uit de familie van de vlekmineermotten (Tischeriidae). De wetenschappelijke naam van de soort is voor het eerst geldig gepubliceerd in 1962 door Bourquin.